# En tid för allt
En tid för allt (norska: En tid for alt) är en roman från 2004 av den norske författaren Karl Ove Knausgård. Dess berättarjag är en man som bestämt sig för att skriva en bok om änglarnas historia; hans huvudkälla är en avhandling från 1500-talet av en italiensk teolog, som träffat ett par änglar i sin ungdom. Titeln En tid för allt är hämtad ur Predikaren.
Boken nominerades till Nordiska rådets litteraturpris 2005. Den utkom på svenska 2006 i översättning av Rebecca Alsberg.

## Mottagande
Stefan Spjut skrev i Svenska Dagbladet att boken till ytan har gemensamma drag med Da Vinci-koden av Dan Brown, även om de företräder två olika typer av litteratur. Spjut skrev: "Främst har det med uppsåtet att göra, att rikta in sig på de ömmande kaverner som sekularisering och historielöshet rivit upp ... och med olika mer eller mindre rimliga bibeltolkningar fylla hålrummet med ett svindlande 'tänk om...'" Recensenten lyfte fram bokens "essäistiska partier" som särskilt lyckade, och fortsatte: "Inte alltid är analyserna hållbara, besvärande finner jag det exempelvis hur författaren tycks likställa äldre tiders målerikonst med äldre tiders verklighetsuppfattning, eller ännu värre, med verkligheten i äldre tider. ... Trots alla invändningar, eller måhända på grund av dem, är det en stimulerande och susande flykt."